# Manse (Fluss)
Die Manse ist ein Fluss in Frankreich, der im Département Indre-et-Loire in der Region Centre-Val de Loire verläuft. Sie entspringt im Gemeindegebiet von Bossée, entwässert generell in westlicher Richtung durch die historische Provinz Touraine, erreicht den Regionalen Naturpark Loire-Anjou-Touraine und mündet nach rund 30 Kilometern im Gemeindegebiet von L’Île-Bouchard als rechter Nebenfluss in die Vienne. Im Mittelabschnitt ist das Tal des Flusses an seinen Rändern von zahlreichen Höhlen und Grotten flankiert.

## Orte am Fluss
(Reihenfolge in Fließrichtung)
- Bissac, Gemeinde Bossée
- La Roche-Ploquin, Gemeinde Sepmes
- Sainte-Maure-de-Touraine
- Noyant-de-Touraine
- Saint-Épain
- Crissay-sur-Manse
- Avon-les-Roches
- Saint-Gilles, Gemeinde L’Île-Bouchard

## Verkehrsverbindungen
Im Großraum von Sainte-Maure-de-Touraine queren den Fluss mehrere wichtige Verkehrsverbindungen. Es sind dies in Fließrichtung gesehen:
- Bahnstrecke LGV Sud Europe Atlantique,
- Autobahn A10,
- Bahnstrecke Paris–Bordeaux mit dem sehenswerten Eisenbahnviadukt von Besnault aus dem 19. Jahrhundert bei Noyant-de-Touraine[4].